# Consolidated C-87 Liberator Express
Consolidated C-87 Liberator Express je bila transportna različica štirimotornega bombnika Consolidated B-24 Liberator iz 2. svetovne vojne. Zgradili so 287 letal C-87, bombnik B-24 je bil sicer z 18.482 zgrajenimi primerki najbolj proizvajan težki bombnik 2. svetovne vojne. 
C-87 so na hitro razvili v začetnih 1940-ih, ker so potrebovali trasnportno letalo z večjim doletom in tovorom ter boljšimi sposobnostmi kot Douglas C-47 Skytrain (DC-3 Dakota). C-87 je lahko prevažal okrog 25 vojakov ali pa do 6 ton tovora. Zgradili so tudi tanker verzijo "C-109" s šestimi dodatnimi rezervoarji za gorivo. 